# 巴羅科羅拉多島

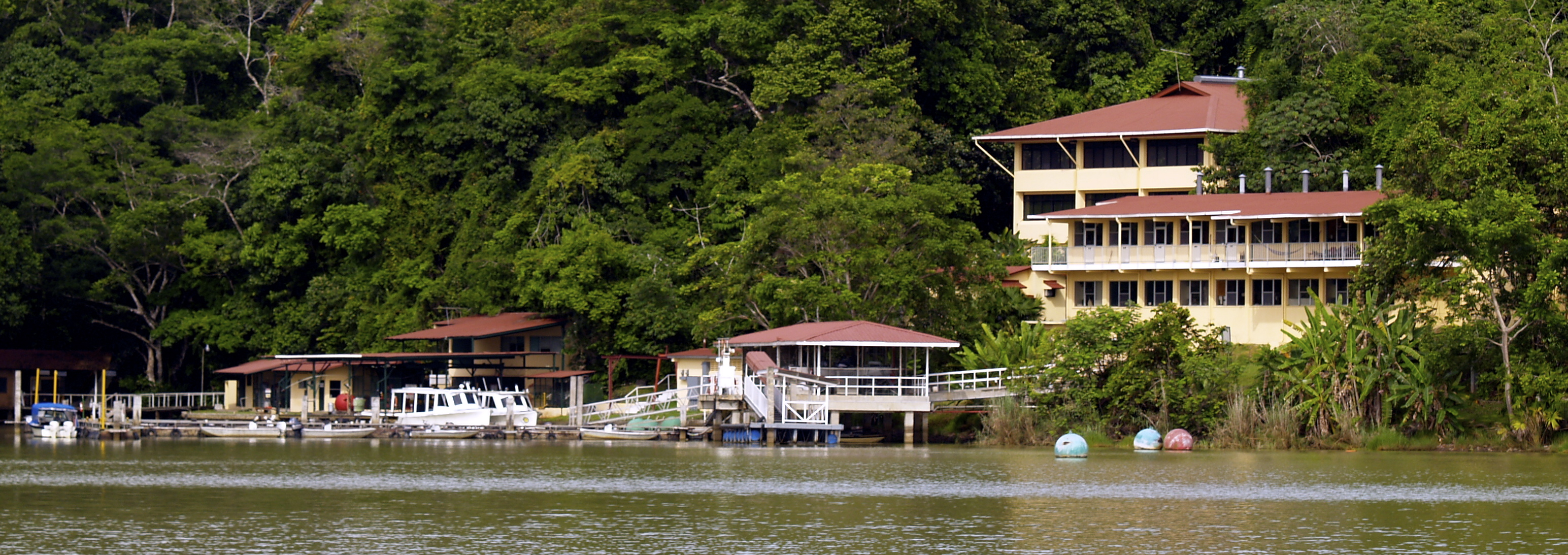

9°09′N 79°51′W / 9.150°N 79.850°W
巴羅科羅拉多島（西班牙語：Barro Colorado），是巴拿馬的人工島嶼，處於加通湖，面積15.6平方公里，島上有大片熱帶樹林，該島嶼在1923年4月17日劃為自然保護區。